# Symfonie nr. 7 (Hovhaness)
Alan Hovhaness schreef zijn Symfonie nr. 7 "Nanga Parvat" in 1959. Het werk werd in opdracht geschreven voor het American Wind Symphony Orchestra of Pittsburgh in slechts twaalf dagen tijd. Van 16 tot 28 november componeerde Hovhaness aan zijn symfonie, waarbij hij zijn inspiratie haalde uit de berg Nanga Parvat. Vanuit het Sanskriet vertaald levert dat Naakte berg op, een berg zonder bomen. Hovhaness schreef de berg neer als sereen, majestueus, vanuit de verte, angstaanjagend vanwege de stormen en altijd koud met eeuwige sneeuw.
De veertien minuten durende symfonie bestaat uit drie delen:
1. con ferocita (woest, verscheurend)
2. March (in isorhythmic form)
3. Sunset

Hovhaness schreef zijn zevende voor (de orkestratie kan indien nodig uitgebreid worden):
- 3 dwarsfluiten, 2 hobo’s, 1 esklarinet, 2 klarinetten,  2 fagotten
- 4 hoorns, 2 trompetten, 4 trombones, 1 tuba
- 4  man/vrouw percussie

Keith Brion nam het werk tweemaal op. De eerste keer was met de New Jersey Wind Symphony voor het platenlabel Mace. In 2008 stond Brion voor het Trinity College of Music Wind Orchestra voor een opname voor Naxos.  
De volgende symfonie die Hovhaness voor blaasorkest componeerde was Symfonie nr. 14, toen was Ararat het hoofdthema. 
Symfonie nr. 1 · 2 · 3 · 4 · 5 · 6 · 7 · 8 · 9 · 10 · 11 · 12 · 13 · 14 · 15 · 16 · 17 · 18 · 19 · 20 · 21 · 22 · 23 · 24 · 25 · 26 · 27 · 28 · 29 · 30 · 31 · 32 · 33 · 34 · 35 · 36 · 37 · 38 · 39 · 40 · 41 · 42 · 43 · 44 · 45 · 46 · 47 · 48 · 49 · 50 · 51 · 52 · 53 · 54 · 55 · 56 · 57 · 58 · 59 · 60 · 61 · 62 · 63 · 64 · 65 · 66 · 67